# San Lorenzo (Calàbria)
San Lorenzo és un municipi situat al territori de la Ciutat metropolitana de Reggio de Calàbria, a la regió de la Calàbria (Itàlia).
San Lorenzo limita amb els municipis de Bagaladi, Condofuri, Melito di Porto Salvo, Montebello Ionico i Roccaforte del Greco.